# Buena Park
Buena Park is een plaats (city) in de Amerikaanse staat Californië, en valt bestuurlijk gezien onder Orange County.

## Demografie
Bij de volkstelling in 2000 werd het aantal inwoners vastgesteld op 78.282.
In 2006 is het aantal inwoners door het United States Census Bureau geschat op 79.664, een stijging van 1382 (1.8%).

## Geografie
Volgens het United States Census Bureau beslaat de plaats een oppervlakte van
27,6 km², waarvan 27,4 km² land en 0,2 km² water.

## Plaatsen in de nabije omgeving
De onderstaande figuur toont nabijgelegen plaatsen in een straal van 8 km rond Buena Park.